# Institut Hédi-Raïs d'ophtalmologie de Tunis
L'Institut Hédi-Raïs d'ophtalmologie de Tunis est un hôpital universitaire tunisien spécialisé en ophtalmologie.
Cet institut se trouve sur le boulevard du 9-Avril 1938, dans le quartier de Bab Saadoun à Tunis, à proximité de l'hôpital des enfants Béchir-Hamza, de l'Institut Salah-Azaïz et du ministère de la Santé.
Il comporte des services d'ophtalmologie, de chirurgie oculaire, d'imagerie médicale ainsi que des laboratoires.  